# António Avelar
António Avelar Pessoa était un caporal portugais.
Il fut rendu célèbre lors de la mission, du 28 juillet 1666, de faire pour récupérer le Fort de São João Baptista de l'archipel des Berlengas, pris alors par les soldats espagnols alors dirigé par Diego Ibarra,.